# Bojong (Pameungpeuk)
Bojong is een bestuurslaag in het regentschap Garut van de provincie West-Java, Indonesië. Bojong telt 5203 inwoners (volkstelling 2010).